# تيبور جوزا
تيبور جوزا (بالسويدية: Tibor Joza)‏ (10 أغسطس 1986 بهالمستاد في السويد - ) هو لاعب كرة قدم سويدي في مركز الدفاع. شارك مع منتخب السويد تحت 21 سنة لكرة القدم. أما مع النوادي، فقد لعب مع نادي هالمستاد ونادي هكن ونادي فالكنبرغ ونادي أوسترس.

## روابط خارجية
- تيبور جوزا على موقع اتحاد السويد (السويدية)
- تيبور جوزا على موقع قاعدة بيانات كرة القدم.إي يو (الإنجليزية)
- تيبور جوزا على موقع Soccerway.com (الإنجليزية)